# Mary Jane Coggeshall
Mary Jane (Whitely) Coggeshall (Milton, 17 de janeiro de 1836 – 22 de dezembro de 1911) foi uma sufragista americana conhecida como a "mãe do sufrágio feminino em Iowa". Ela foi introduzida no Hall da Fama das Mulheres de Iowa em 1990.

## Primeiros anos e educação
Mary Jane Whitely nasceu no dia 17 de janeiro de 1836, em Milton, Indiana. Filha de Isaac Whitely (um fazendeiro) e Lydia (Gunderson), Whitely que ajudou a sustentar a família fazendo costura. A família era Quakers, e Isaac mantinha uma estação na Underground Railroad. Whitely frequentou escolas públicas em Milton.
Em 1857, casou-se com John Milton Coggeshall, com quem teve três filhos, dois dos quais sobreviveram: Clair e Anna. O casal mudou-se para Des Moines, Iowa, em 1865.

## Carreira como ativista
Em 1870, Coggeshall tornou-se membro fundadora e secretária da Polk County Woman Suffrage Society de Iowa e, mais tarde (1898), foi presidente do Des Moines Equal Suffrage Club. Sua atividade como sufragista mais influente, no entanto, resultou de seu envolvimento com a Iowa Woman Suffrage Association (IWSA), da qual ela era membro fundadora. Ela trabalhou como presidente (1890, 1891, 1903–05) e depois como presidente honorária (1905–1911). Nesta última atividade, ela desfilou no terceiro desfile de sufrágio feminino da América, que aconteceu em Boone, Iowa, em 1908.
Coggeshall foi a primeira editora de jornal (1886–1888) do Women's Standard mensal da IWSA, o principal jornal de sufrágio de Iowa, fundado por Martha Callanan. Ela voltou a editar o jornal novamente em 1911. Ela frequentemente escrevia para o jornal após o término de sua primeira redação, bem como para jornais nacionais.
Em 1895, Coggeshall foi eleita para o conselho da National American Woman Suffrage Association (NAWSA), tornando-se a primeira mulher do oeste do rio Mississippi a se juntar ao conselho da NAWSA e a única das primeiras sufragistas de Iowa a ser ativa no National nível. Ela falou nas convenções nacionais da NAWSA em 1904 e 1907.
Coggeshall não só deu palestras e escreveu sobre o sufrágio, como também se envolveu em um grande processo judicial. Em 1894, o estado de Iowa aprovou uma lei permitindo que as mulheres votassem nas eleições municipais. Em 1908, quando a cidade de Des Moines desafiou essa lei e negou as cédulas às mulheres em uma eleição desse tipo, Coggeshall moveu uma ação contra a cidade. A Suprema Corte de Iowa considerou que a eleição foi anulada porque as mulheres, como classe, foram impedidas de votar.
Coggeshall morreu de pneumonia em 22 de dezembro de 1911. Embora ela não tenha vivido para ver as mulheres americanas serem votadas, a colega sufragista Carrie Chapman Catt a apelidou de "a mãe do sufrágio feminino em Iowa".

## Legado
Após a morte de Coggeshall, a IWSA e a Liga dos Homens pelo Sufrágio Feminino juntos criaram o Mary J. Coggeshall Memorial Fund, cuja missão era apoiar atividades que levassem à aprovação de uma emenda sufragista à Constituição de Iowa.
Em 1977, a Sociedade Histórica do Estado de Iowa e o Departamento de Transportes de Iowa criaram um marco na estrada homenageando pessoas notáveis de Des Moines, entre as quais Coggeshall foi mencionada. Em 1990, Coggeshall foi empossada no Hall da Fama das Mulheres de Iowa.
Um arquivo dos papéis de Coggeshall — principalmente discursos oral e escrito — é mantido pela Biblioteca Schlesinger do Instituto Radcliffe para Estudos Avançados da Universidade de Harvard.